# John Francis Hamtramck Claiborne
John Francis Hamtramck Claiborne (* 24. April 1809 in Natchez, Mississippi; † 17. Mai 1884 ebenda) war ein US-amerikanischer Politiker. Zwischen 1835 und 1838 vertrat er den Bundesstaat Mississippi im US-Repräsentantenhaus.

## Familie
John Claiborne gehörte einer prominenten Politikerfamilie an. Sein Onkel William war Gouverneur des Mississippi-Territoriums und des Staates Louisiana, den er auch im US-Senat vertrat. Ein anderer Onkel war Nathaniel Claiborne, der ebenso für den Staat Virginia als Abgeordneter im Kongress saß wie sein Großonkel Thomas Claiborne. John Claiborne war der Urgroßvater von Herbert Pell, einem Kongressabgeordneten des Staates New York. Auch Claiborne Pell, US-Senator aus Rhode Island, gehörte zu den Nachfahren von John Claiborne. Die im Jahr 1916 geborene Lindy Boggs, die zwischen 1973 und 1990 Louisiana im US-Repräsentantenhaus vertrat, war eine Ur-Großnichte von John Frances Claiborne.

## Frühe Jahre und Aufstieg
John Claiborne besuchte die öffentlichen Schulen in Virginia. Nach einem Jurastudium und seiner 1825 erfolgten Zulassung als Rechtsanwalt begann er in Natchez in seinem neuen Beruf zu arbeiten. Er wurde Mitglied der Demokratischen Partei und war von 1830 bis 1834 Abgeordneter im Repräsentantenhaus von Mississippi. Dann zog er in das Madison County.

## Kongressabgeordneter
1834 wurde Claiborne in das US-Repräsentantenhaus gewählt. Diese Wahlen fanden im ganzen Bundesstaat Staat statt. Erst ab den Wahlen des Jahres 1844 wurde offiziell der zweite Wahlbezirk geschaffen. Im Kongress löste Claiborne am 4. März 1835 Harry Cage ab. Bis zum 3. März 1837 konnte er dort zunächst eine Legislaturperiode absolvieren. Die Kongresswahlen des Jahres 1836 waren in Mississippi umstritten. Sowohl Samuel Jameson Gholson als auch John Claiborne, die vermeintlichen Wahlsieger für die beiden Mandate, mussten sich mit Wahlanfechtungen auseinandersetzen. In beiden Fällen entschied der Kongress auf Neuwahlen und beide Männer verloren daraufhin ihr Mandat. Claiborne übte dieses zwischen dem 18. Juli 1837 bis zur Verkündung des Kongressbeschlusses am 5. Februar 1838 aus. Claibornes Sitz fiel nach der Neuwahl an Seargent Smith Prentiss.

## Weiterer Lebenslauf
Nach dem Ende seiner Zeit im Kongress stieg Claiborne in Natchez in das Zeitungsgeschäft ein. Im Jahr 1844 zog er nach New Orleans, wo er ebenfalls im Pressewesen tätig war. 1853 wurde er zum Beauftragten der Bundesregierung für deren Holzbedarf (Timber Agent) in Mississippi und Louisiana ernannt. Später zog er sich auf sein Anwesen "Dumbarton" in der Nähe von Natchez zurück, wo er seinen Lebensabend verbrachte. John Claiborne war auch der Verfasser einiger historischer Abhandlungen. Er starb im Mai 1884.